# Eddie Harvey
Pour les articles homonymes, voir Harvey.
Edward Thomas « Eddie » Harvey est un tromboniste, pianiste, compositeur et arrangeur de jazz britannique, né à Blackpool, Angleterre, le 15 novembre 1925, et mort le 9 novembre 2012.

## Carrière
Né à Blackpool, Eddie Harvey grandit à Sidcup, dans le Kent. Il commence par l'étude du piano puis du trombone à l'adolescence.
À 16 ans, il est apprenti ingénieur dans une usine d'armement à Crayford. Il rejoint un orchestre formé au sein de l'usine, dirigé par George Webb, et qui devient plus tard le George Webb's Dixielanders, premier orchestre de Grande-Bretagne de dixieland.
Durant son service militaire dans la Royal Air Force, il est stationné dans un secteur isolé de Cumbria et passe le temps en travaillant le trombone. À la fin de son service, son niveau de jeu est celui d'un professionnel et il rejoint l'orchestre du trompettiste Freddy Randall (en). Il rencontre alors de nombreux musiciens et travaille, dans les années cinquante, avec John Dankworth, Ronnie Scott, Don Rendell ou encore Tubby Hayes. Ainsi, il fait partie, de 1950 à 1953, du John Dankworth Seven, puis de son big band jusqu'en 1955. Il rejoint ensuite le Don Rendell Sextet et le Jazz Today Unit.
En 1959, il fait partie de l'Anglo-American Herd de Woody Herman lors de sa tournée au Royaume-Uni. Il y joue en compagnie du saxophoniste Ronnie Ross avec lequel il enregistre Double Event la même année. Il joue alors à la fois du trombone et du piano, et commence à s'intéresser à la composition et à l'arrangement. Il étudie brièvement à la Guildhall School of Music et commence à travailler comme arrangeur indépendant, notamment pour l'orchestre de Jack Parnell.
De 1963 à 1972, Harvey joue du piano dans l'orchestre d'Humphrey Lyttelton et forme un orchestre de professionnels londoniens qui répète et se produit au City Literary Institute.
Il commence alors à enseigner le piano et le jazz, et publie en 1974 une méthode d'apprentissage, Teach Yourself Jazz Piano, qui rencontre un grand succès.
Dans les années qui suivent, il poursuit parallèlement ses carrières de musicien et arrangeur-compositeur, et d'enseignant, au Haileybury College, à la Guildhall School of Music, au London College of Music et au Royal College of Music.